# Коновалов, Антон Александрович
Антон Александрович Коновалов (род. 21 октября 1993) — российский самбист, чемпион и призёр чемпионатов России, победитель и призёр розыгрышей Кубка России, чемпион Европы, обладатель Кубков Европы и мира, серебряный призёр чемпионата мира 2021 года, чемпион мира 2022 и 2023 годов, Заслуженный мастер спорта России. 
Наставниками Коновалова были Александр Логвинов, Алексей Арзамазов и Евгений Шичкин.

## Спортивные результаты
- Первенство России по самбо среди молодёжи 2015 года — ;
- Этап Кубка Мира по самбо 2015 года (Минск) — ;
- Всероссийский турнир по самбо среди студентов 2015 года — ;
- Чемпионат России по самбо 2016 — ;
- Чемпионат России по самбо 2018 — ;
- Чемпионат России по самбо 2019 — ;
- Чемпионат России по самбо 2020 — ;
- Чемпионат России по самбо 2021 — ;
- Чемпионат России по самбо 2022 — ;
- Самбо на Всероссийской спартакиаде 2022 — ;
- Чемпионат России по самбо 2023 — ;
- Чемпионат России по самбо 2024 — ;
- Чемпионат России по самбо 2025 — ;